# Thomas Archer
Thomas Archer (Tanworth-en-Arden, Warwickshire, 1668 - 1743) fue un arquitecto de estilo barroco inglés, cuyo trabajo quedó algo eclipsado por los de sus contemporáneos Sir John Vanbrugh y Nicholas Hawksmoor.
Archer estudió en la Universidad de Oxford. Amante de los viajes, fue influenciado por los trabajos de Bernini y de Borromini. Entre sus iglesias cabe destacar las de St. John's, Smith Square en Westminster, dañada gravemente en la Segunda Guerra Mundial, St Paul's, Deptford y St Philip, Birmingham (ahora catedral de Birmingham). Entre sus trabajos seculares se incluyen la Roehampton House en Surrey y la Cascade House.

## Obras documentadas
- c. 1705: Chatsworth House, fachada norte, Derbyshire;
- c. 1705: Heythrop Hall, Oxfordshire;
- 1708-1715: St Philip, Birmingham (ahora catedral de Birmingham);
- 1709-1711: Garden pavilion, Wrest Park, Bedfordshire;
- 1712: Roehampton House, Surrey;
- Cliveden House, pabellón de Servicio y columnatas del quadrante, Buckinghamshire;
- 1712: Hurstbourne Priors, Hampshire;
- 1712-1730: St. Paul's, Deptford;
- 1713-1728: St John’s, Smith Square, Londres;
- 1715: Hale Park, Hampshire;
- 1717: St Mary’s Church, añadidos, Hale, Hampshire;
- 1722: Harcourt House, Cavendish Square, London;
- Hale Park, La casa de Archer diseñada para él mismo.

## Obras atribuidas
- 1700: Welford Park, remodelación de la casa, Berkshire;
- 1703: Monmouth House, Soho Square, London;
- c. 1703: Chicheley Hall, Buckinghamshire;
- c. 1703: Addiscombe House, Croydon, Surrey;
- c. 1704: Russell House, King Street, Covent Garden, London;
- 1705:  Cascade House, Chatsworth House, Derbyshire;
- 1708: Iglesia parroquial, chancel, Chicheley;
- c. 1710: Hill House, Cain Hill, Wrest Park, Bedfordshire (demolida);
- c. 1710: Bramham Park, Yorkshire;
- 1717-1720: Kingston Maurward, Dorset;
- 1720: Marlow Place, Buckinghamshire;
- c. 1730: Chettle House, Dorset;
- c. 1731: Monumento a Susannah Thomas, Hampton Church, Middlesex;
- Archer Memorial, St Mary’s Church, Hale, Hampshire;
- Monumento a Thomas Archer (su padre), St Mary Magdalene Church, Tanworth-in-Arden, Warwickshire.

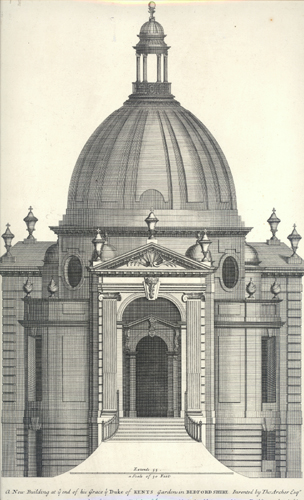
Dibujo del garden pavilion en Wrest Park
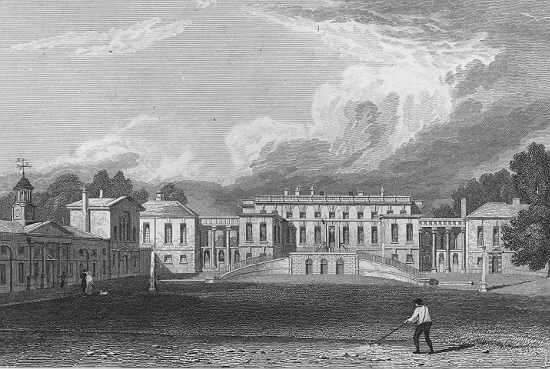
Bramham Park (c. 1710)
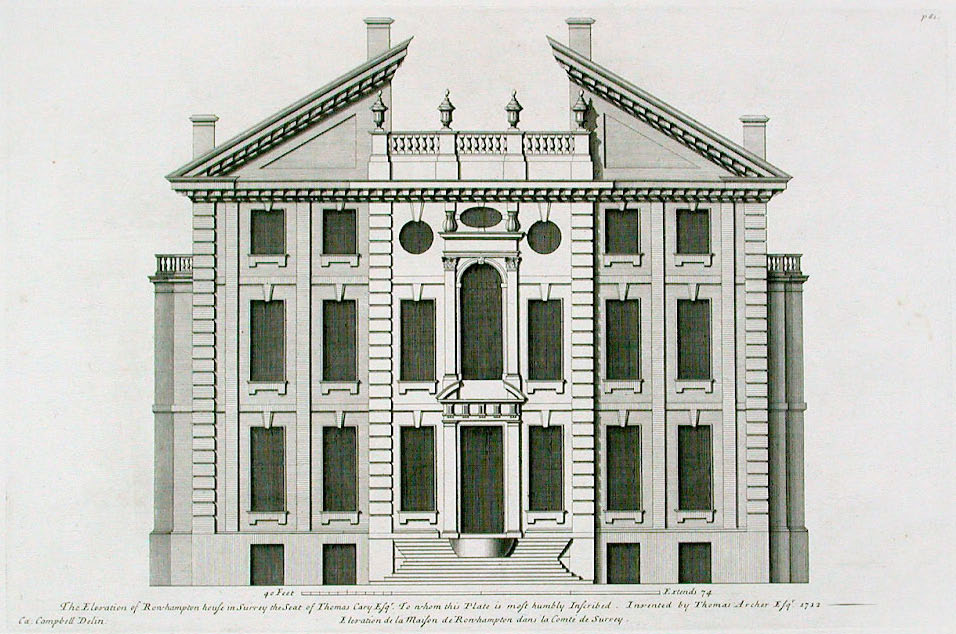
Roehampton House, Surrey (1710-1712)
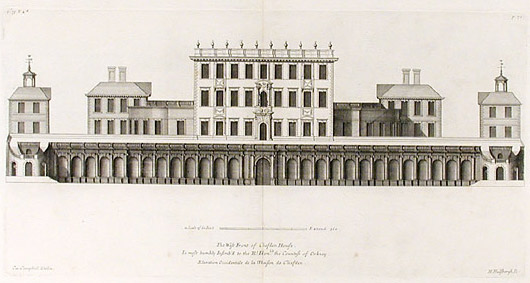
Cliveden House de 1666. Hoy sólo queda la terraza porticada. (de la obra de Colen Campbell, Vitruvius Britannicus, c.1717).

## Galería de imágenes

Iglesias de Thomas Archer
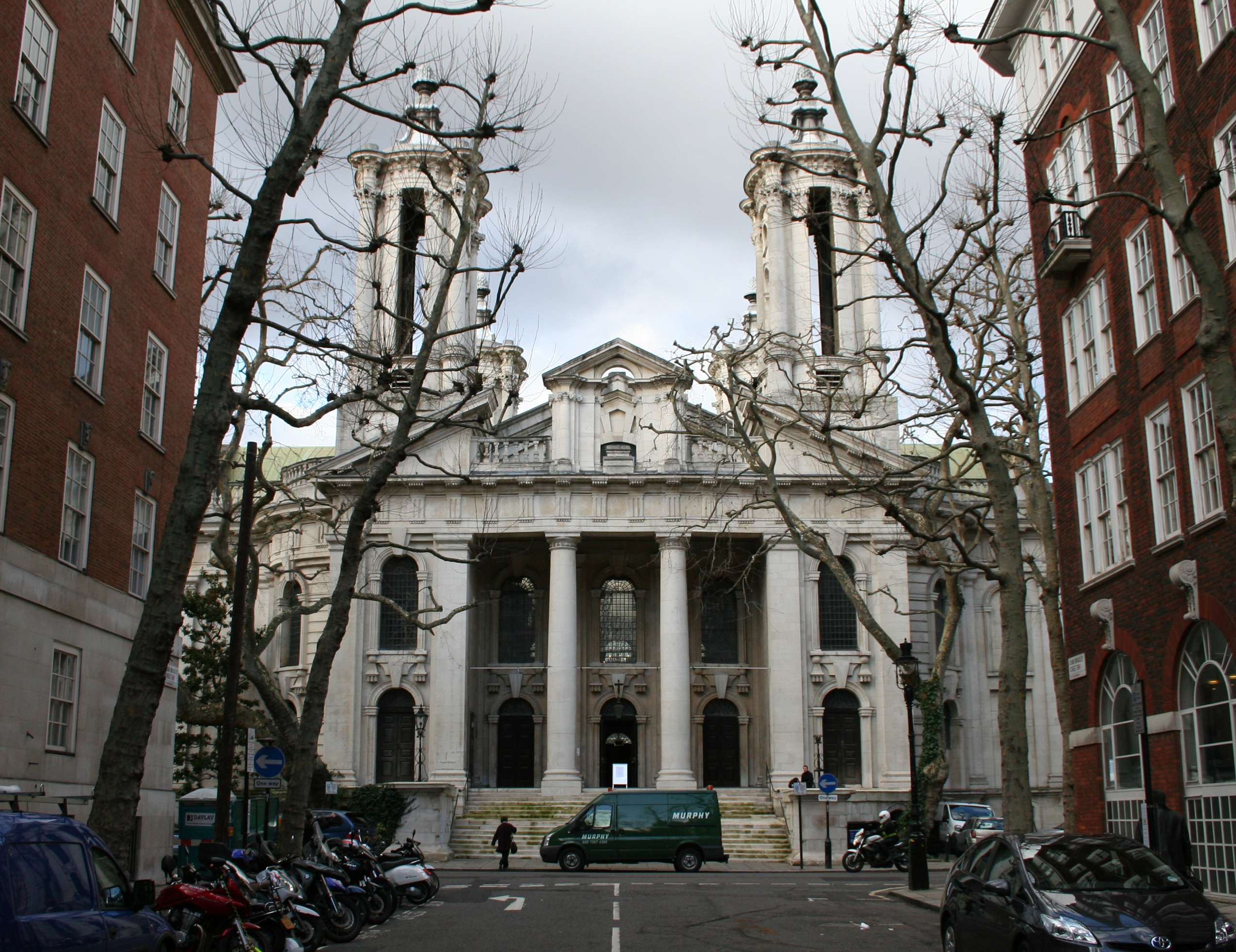
St John’s, Smith Square, Londres, 1713-1728
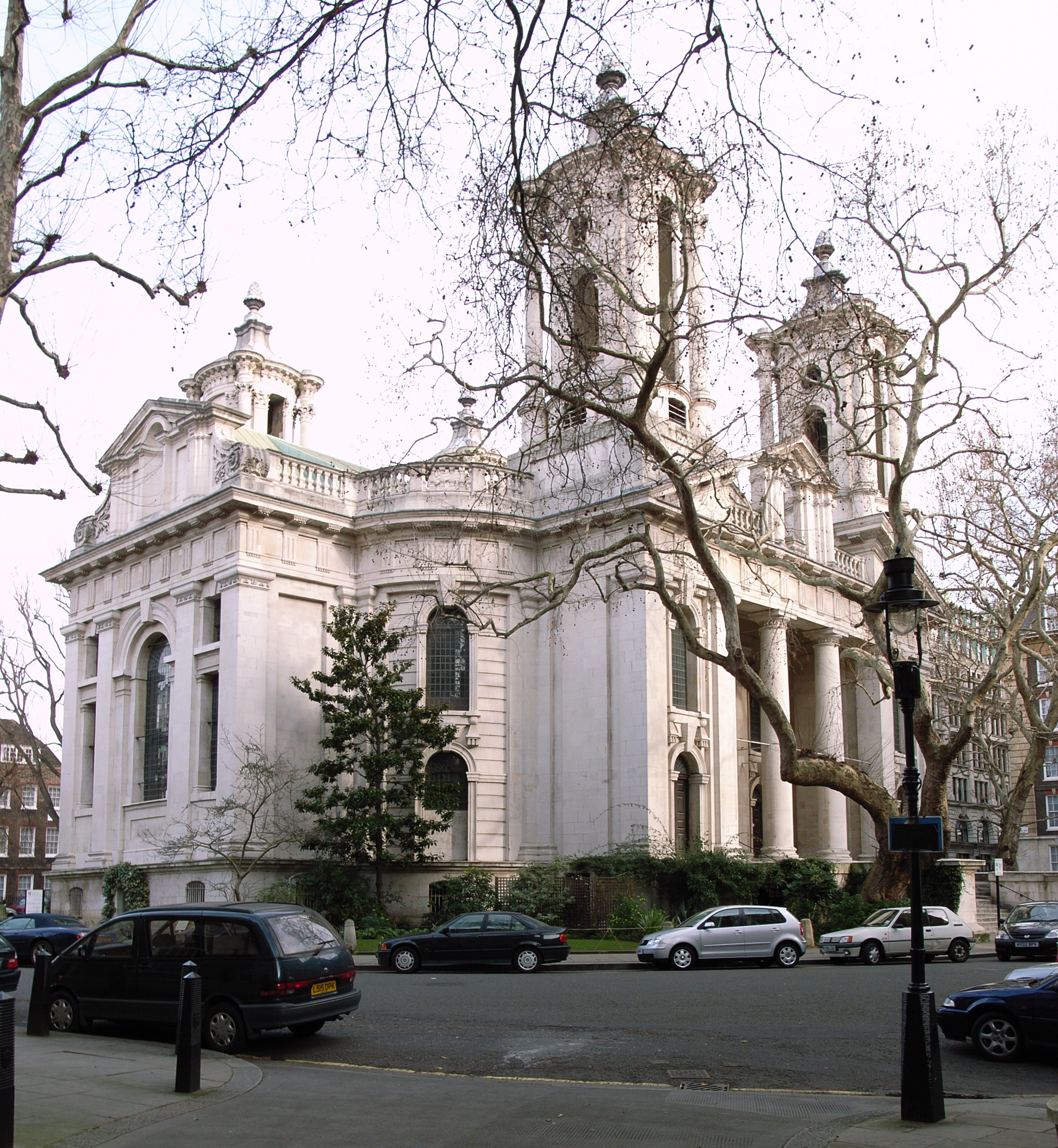
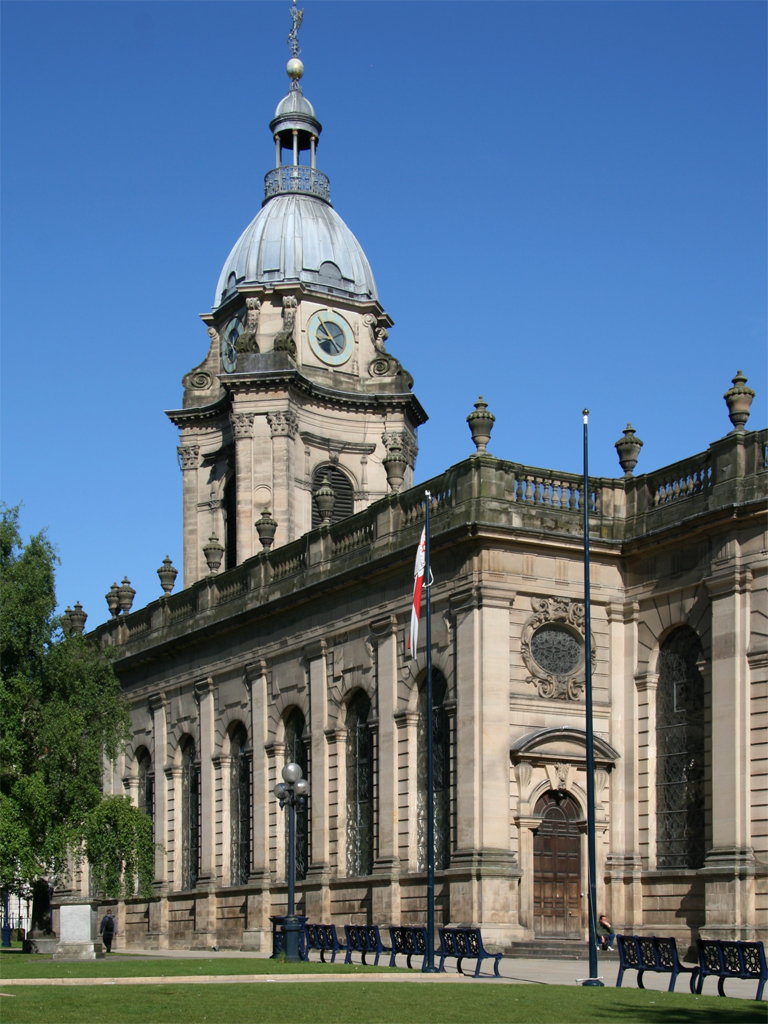
St Philip, Birmingham (ahora catedral de Birmingham), 1708-1715
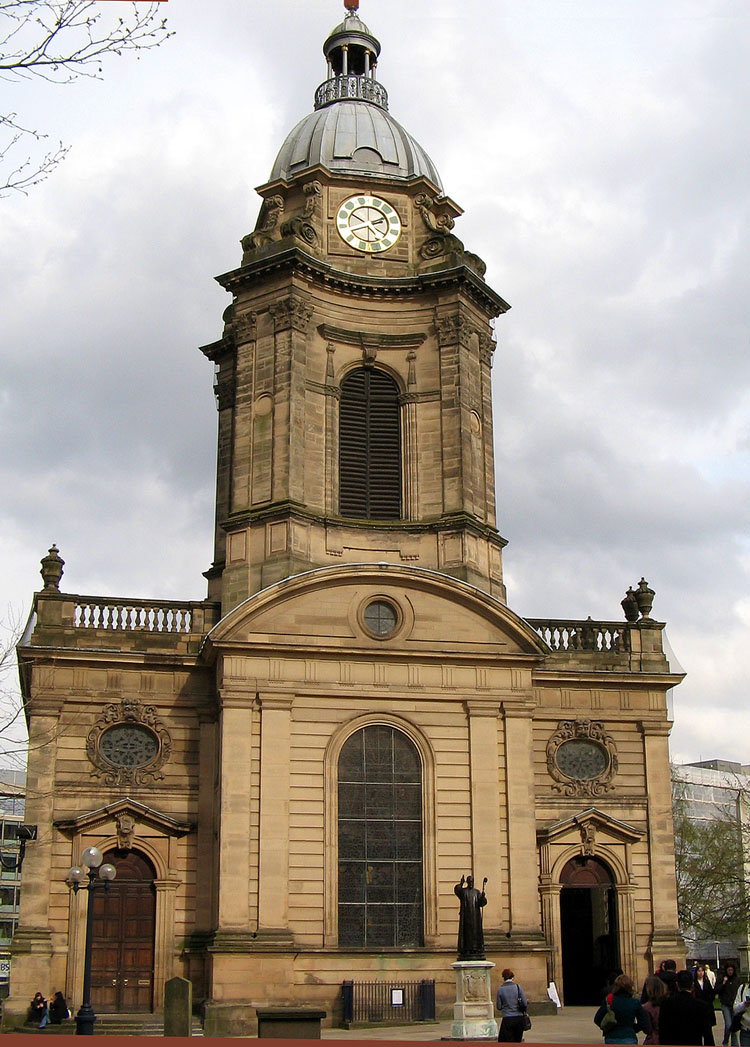
St. Philip's Cathedral, Birmingham, west front
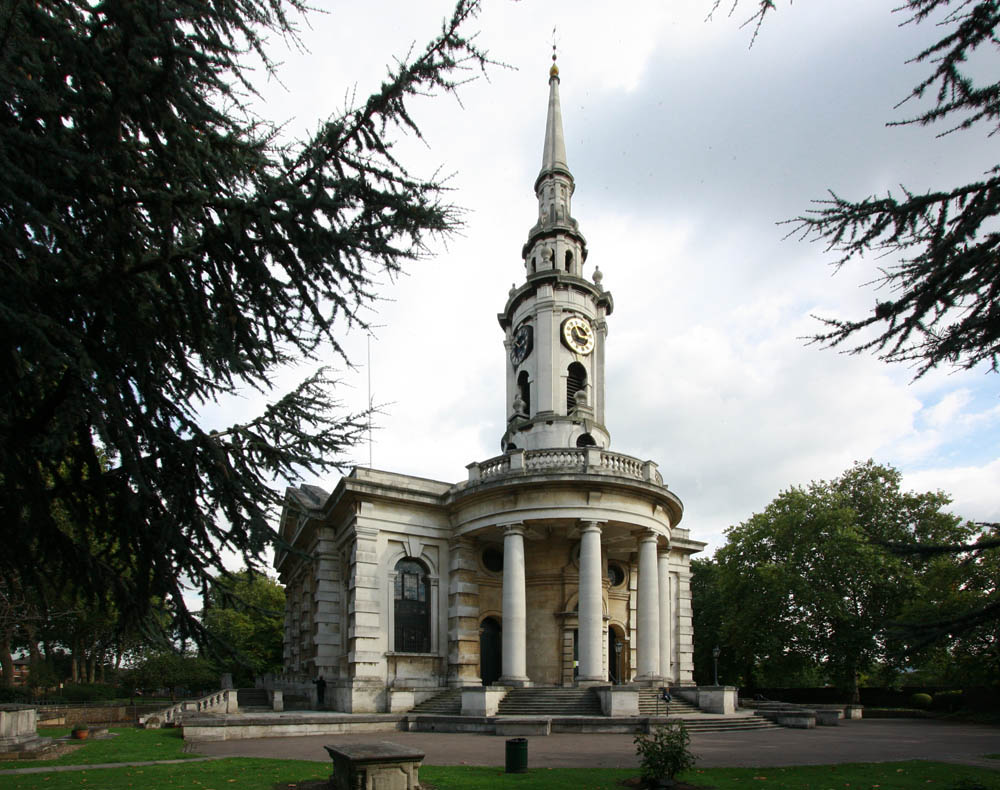
St Paul's Deptford (1712-1730)
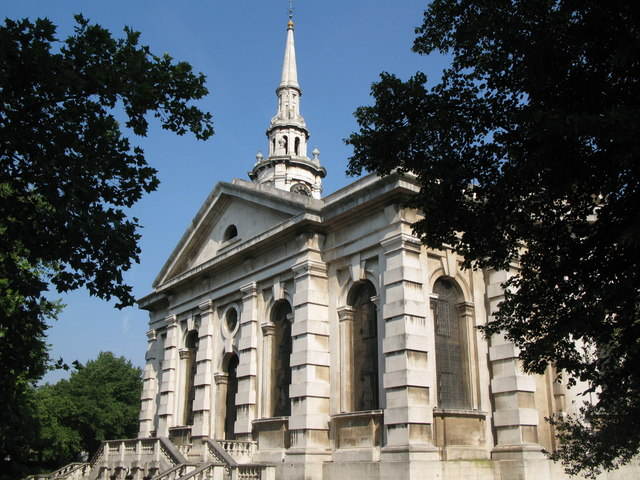
St Paul's Deptford, fachada sur

Mansiones de Thomas Archer
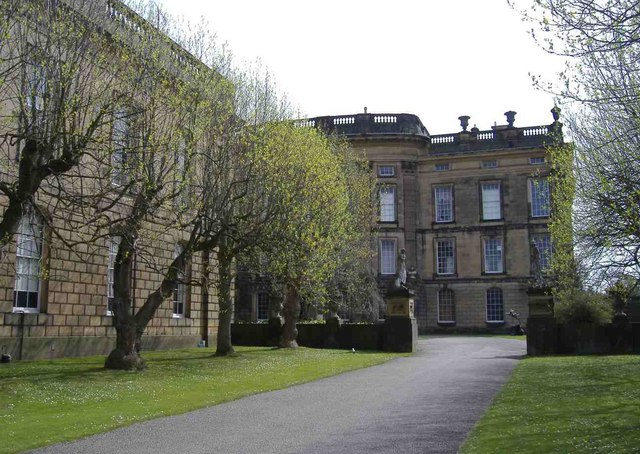
Fachada norte de Chatsworth (c. 1705)
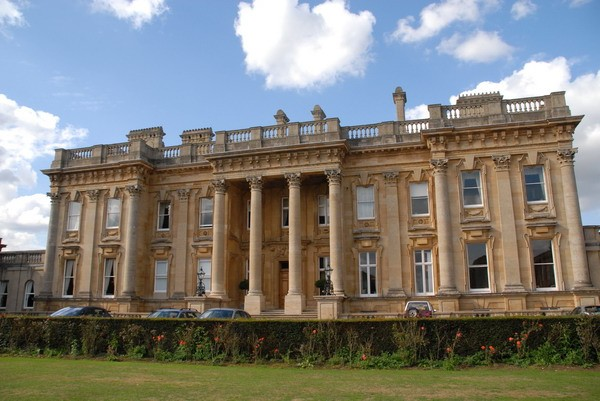
Heythrop Hall (1705)
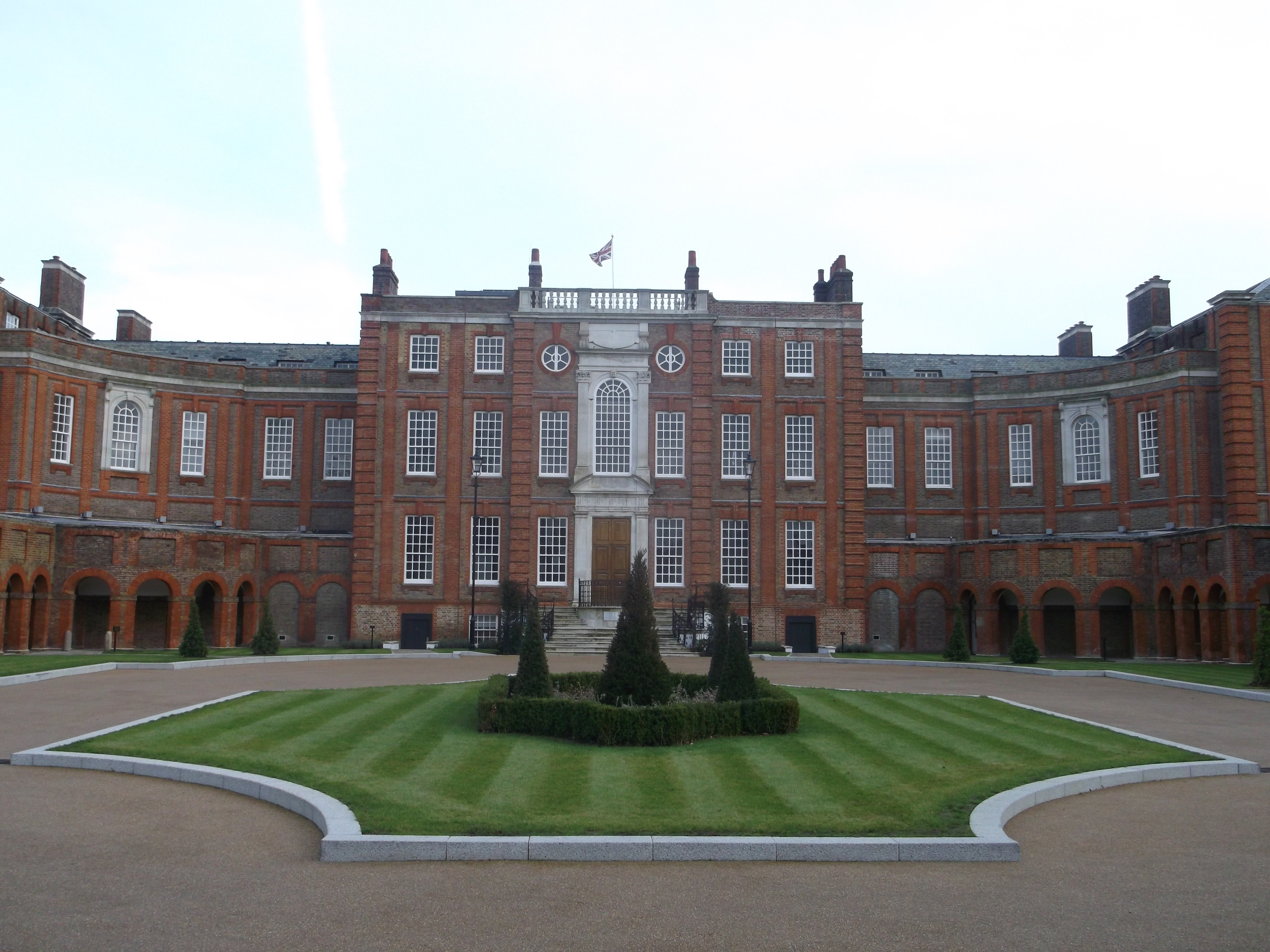
Roehampton House, Surrey (1710-1712)
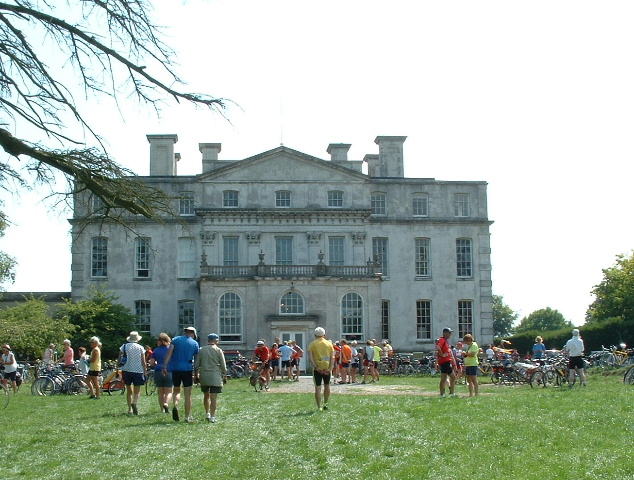
Kingston Maurward House
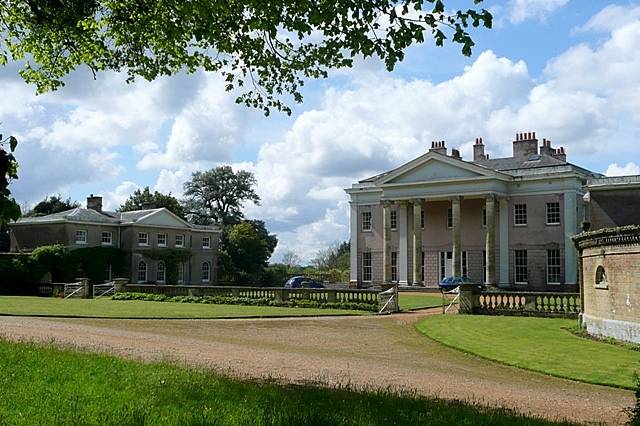
Hale House
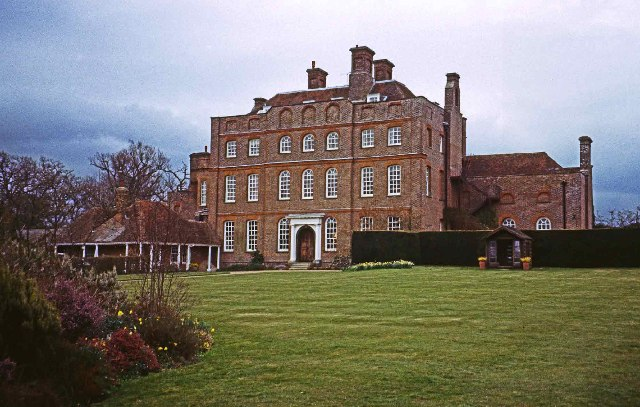

Obras atribuidas a Thomas Archer
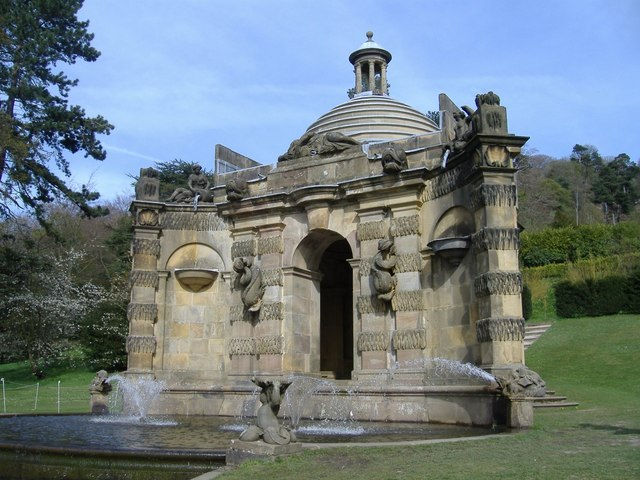
Cascade House Chatsworth, Derbyshire (1705)
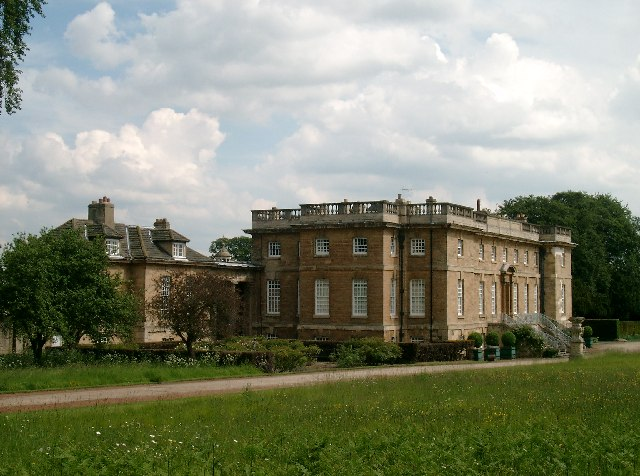
Bramham Park (c. 1710)
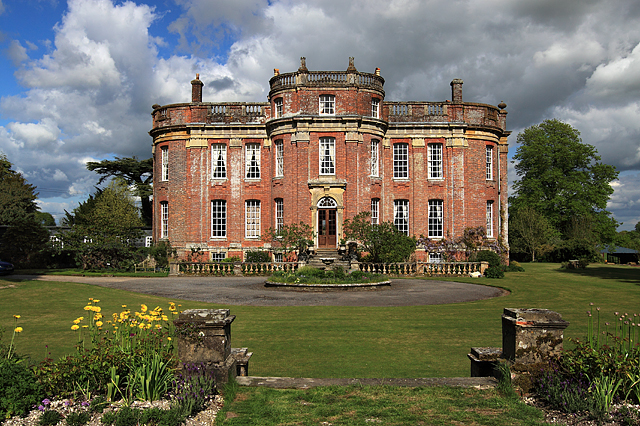
Chettle Housee, Dorset (c. 1730)

Pabellón Archer
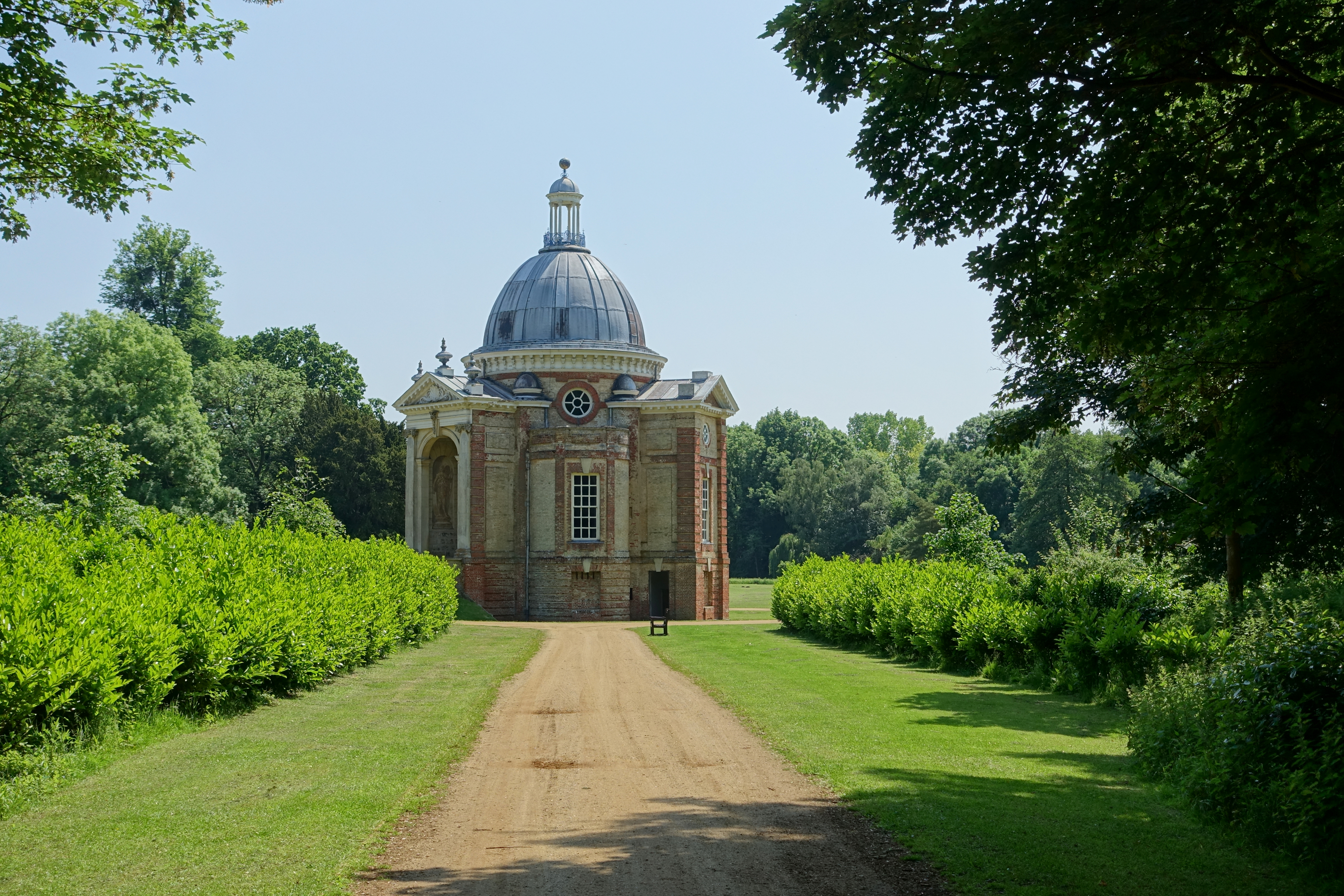
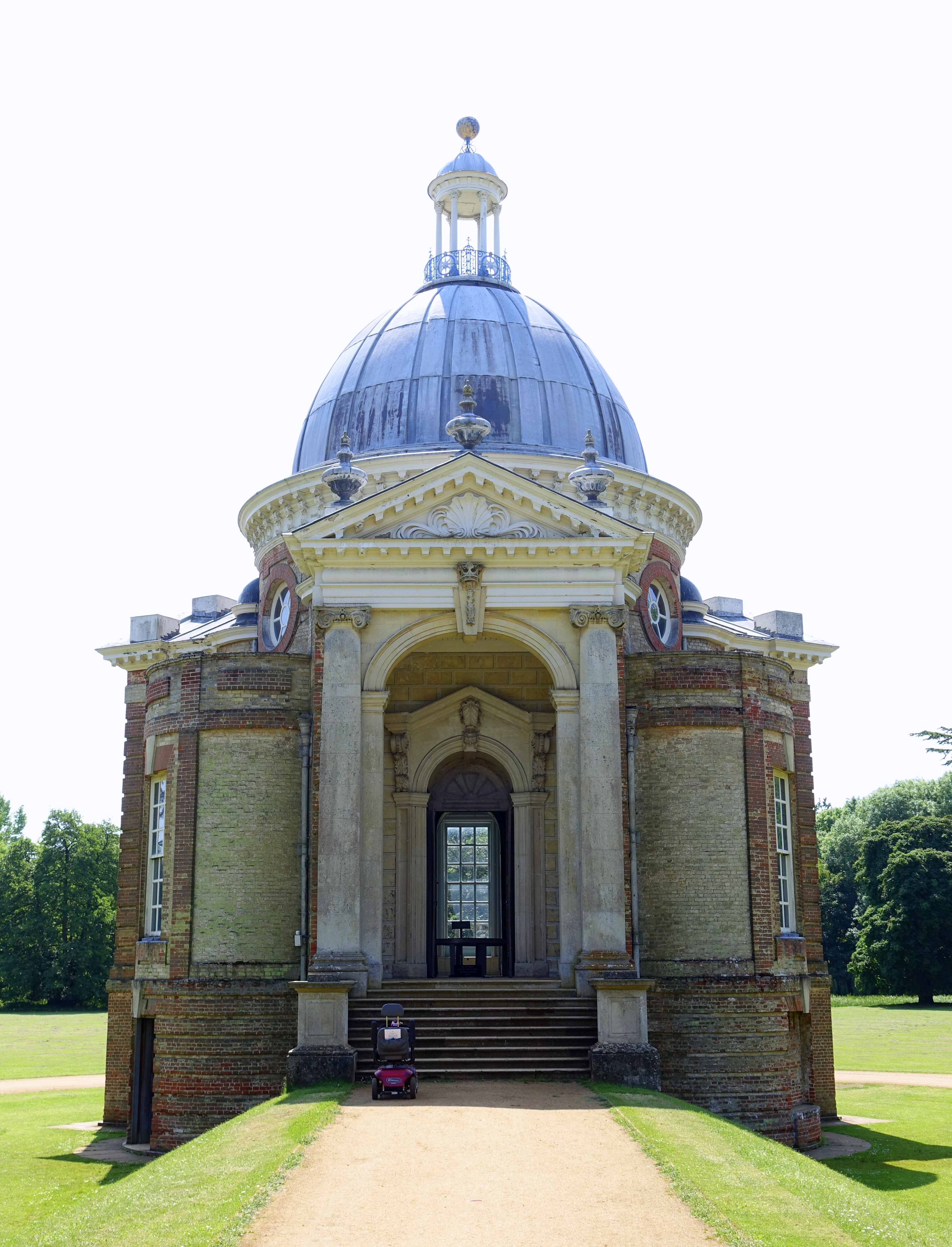
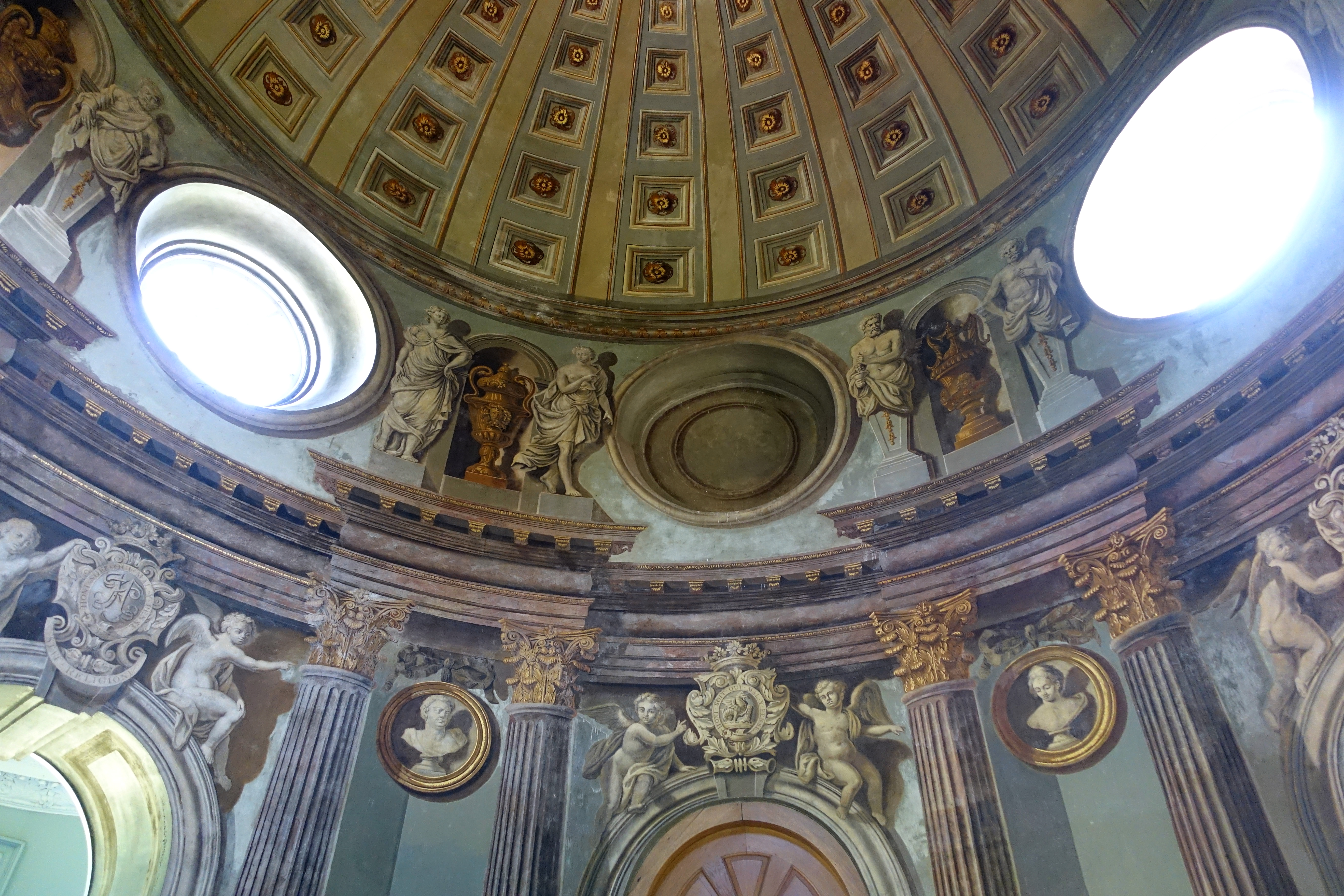
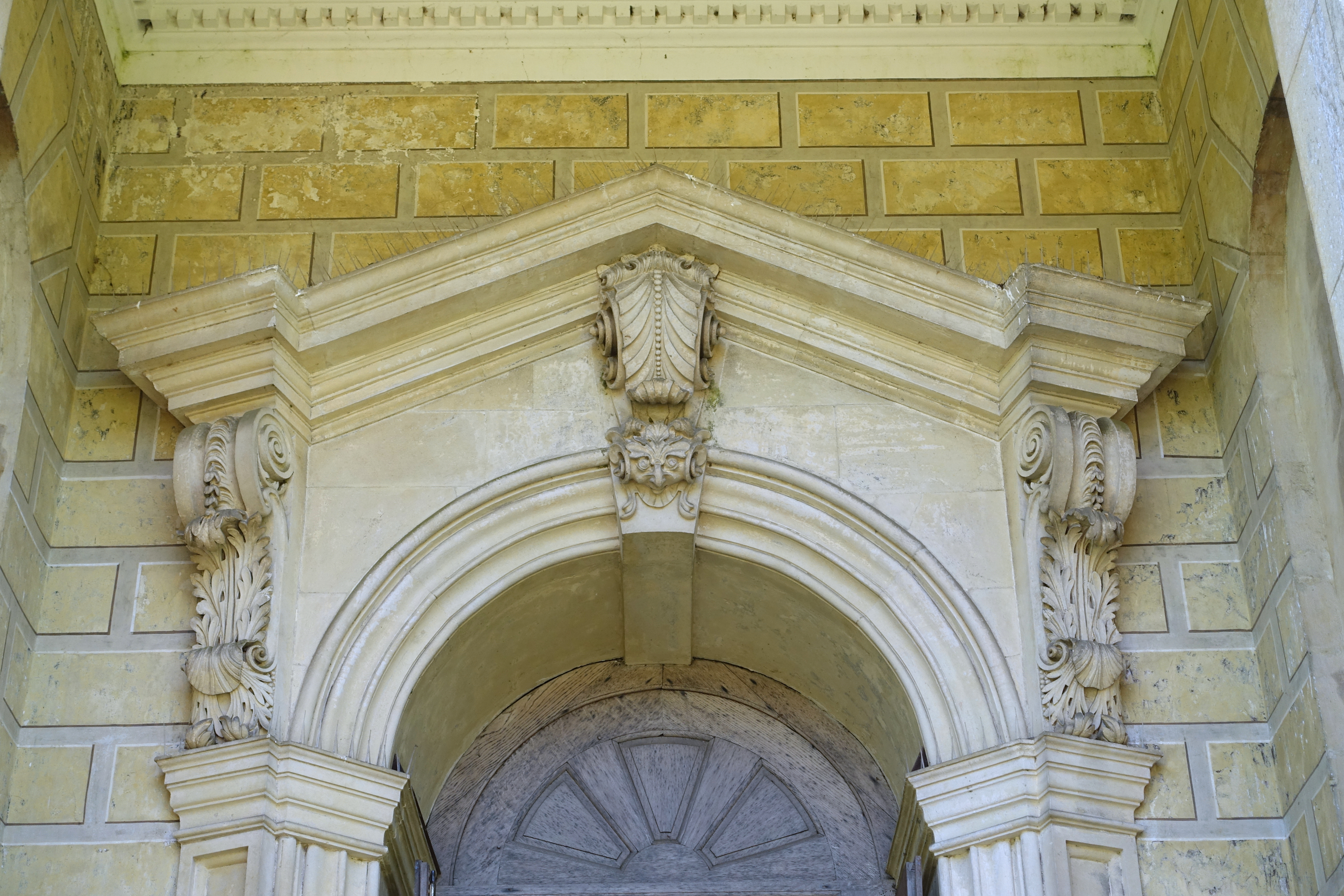